# Saphesia
Genre
Classification phylogénétique
Saphesia  est un genre de plante de la famille des Aizoaceae décrite par N.E.Br. .

## Liste des espèces
Saphesia est, à ce jour, un genre monotype.
- Saphesia flaccida (Jacq.) N.E.Br.